# معلولیت و کنش‌های جنسی

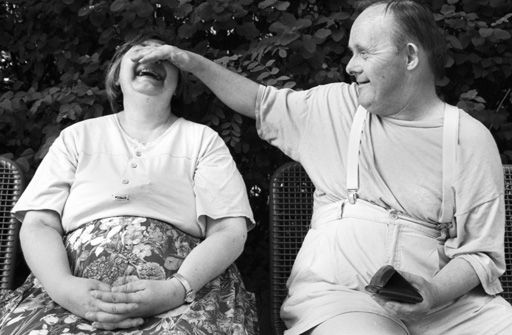
نوازش میان دو فرد داری نشانگان داون.

معلولیت و کنش‌های جنسی به رفتارها و کنش‌گری جنسی افراد معلول می‌پردازد. برخی معلولیت‌های جسمی همچون آسیب طناب نخاعی ممکن است بر کارکِرد جنسی شخص اثر بگذارد. با این حال یک فرد با معلولیت می‌تواند از راه‌های گوناگونی همچون انواع اسباب‌بازی‌های جنسی یا ابزارهای کمکی دیگر همچون تخت‌خواب‌های مناسب‌سازی شده، قرار گرفتن در یک پوزیشن سکسی مناسب یا از راه ارائه‌دهندگان خدمات جنسی، نیاز جنسی خود را برطرف نماید.

## روابط و معلولیت
اشخاص دارای معلولیت ثابت کرده‌اند که آن‌ها هم به اندازه یک فرد بدون معلولیت دارای نیاز اولیه برای برقراری روابط صمیمانه هستند. با این حال در فرهنگ عامه مردم نوعی جدایی معلولین از اجتماع ملاحظه می‌شود که این خود باعث شده این اشخاص نتوانند آزادانه به جامعه بپیوندند. به علاوه شبکه اجتماعی این گونه اشخاص ممکن است کوچک باشد و امکان برقراری روابط اجتماعی تازه برای آن‌ها سخت‌تر می‌شود.
کلیشه‌های معلولیت بر سختی‌ها و انگ‌خوردگی افرار معلول بیشتر می‌افزایند. از جمله باورهای اشتباه در رابطه با رفتار جنسی افراد معلول می‌توان به این‌ها اشاره کرد:
- معلولان نیاز جنسی ندارند.
- معلولان از نظر جنسی جذابیت ندارند.
- افرار با برخی انواع خاص معلولیت، از دیگران «شهوترانتر» هستند.
- معلولان نیازهای مهم‌تر از مسائل جنسی دارند.
- دانش‌آموزان معلول نیازی به آموزش مسائل جنسی ندارند.
- معلولان نمی‌توانند یک رابطه جنسی'واقعی' را تجربه کنند.
- فرد معلول می‌بایست یا خیلی زود به اوج لذت جنسی برسد یا ارگاسم را با زمان‌بندی ویژه‌ای تجربه کند.
- اشخاصی با معلولیت‌هایی همچون توان‌خواهان ذهنی نباید اجزاه بچه‌دارشدن داشته باشند.

بر اساس یک تحقیق، بیش از ۵۰٪ معلولان بزرگسال درگیر هیچ رابطه جنسی نبوده‌اند. به همین منظور و برای از میان برداشتن موانع، وب‌سایت‌های دوست‌یابی اینترنتی برای معلولین راه اندازی شده‌اند.
درک نادرست جامعه از نحوه رابطه برقرار نمودن معلولین سبب ایجاد مشکلاتی برای این قشر شده‌است. در سال ۲۰۱۰ مدیر یکی از وب‌سایت‌های دوستیابی معلولین اظهار داشت: «معلولان هم همچون دیگر اعضای جامعه برای خود ترجیح‌هایی دارند. در حالی که معلولین جسمی-حرکتی که توانایی حرکت کردن دارند، ممکن است بخواهند با شخصی همچون خودشان از حیث توانایی حرکت کردن، رابطه داشته باشند، دیگر معلولین شاید این امر برایشان فرقی ایجاد نکند.» در یک برنامه تلویزیونی به نام سیدنی مورنینک هرالد مادر مردی با معلولیت جسمی-حرکتی این گونه توضیح داد: «مادر یک فرد معلول بودن خیلی سخته؛ چراکه یک دفعه سر و کله مسائل جنسی پیدا می‌شه. مردم فقط می‌بینن که یه معلول روی صندلی چرخ‌دار نشسته و همین. دیگه به این که توی زندگی اون فرد چی می‌گذره کاری ندارن و مارک، پسر من هم خیلی زیاد روابط عشقی رو دوست داره.»

### خودانگاره و معلولیت
معلولیت ممکن است برای شخص موانعی جسمی یا عاطفی ایجاد نماید. افراد معلول ممکن است در مورد برقراری روابط صمیمانه احساس امتناع نمایند یا اینکه از تردشدگی واهمه داشته باشند. خودانگاره فرد معلول ممکن است به سبب تغییر شکل تنی فرد آسیب خورده باشد و احساس عدم اعتماد به نفس پیش بیاید. مدیر یک مؤسسه دوست‌یابی معلولین در شهر نیویورک توضیح می‌دهد: "کنس جنسی، آمدوشد، حرکت و درد هرکدام بخشی از مشکلات یک فرد معلول به حساب می‌آیند. ” میریام کافمن در کتاب راهنمای نهایی سکس و معلولیت توضیح می‌دهد که تلاش برای پنهان کردن یا کم کردن تأثیرات معلولیت، سبب ایجاد موانع بیشتری می‌گردد. از همین رو بهتر است این افراد خود را به عنوان معلول پذیرفته و معلولیتشان را نیز باور نمایند.

## کنش جنسی
سازوکار رابطه جنسی ممکن است برای فرد معلول کمی دلهره‌آور به نظر آید. زمانی که صحبت بر سر معلولیت در رابطه جنسی است، رابطه برقرار کردن، به دست آوردن تجربه، مسائل پزشکی و ابزارهای کمکی از جمله مهم‌ترین عوامل تایین‌کننده به حساب می‌آیند. همچنین رسیدن به حظ و کیف در رابطه جنسی، صرف نظر از لذت دخول یا آمیزش نیز از اهمیت ویژه‌ای برخوردار است. به‌طور مثال حساسیت نسبت به لمس شدن در بدن فرد مبتلا به ضایعه نخاعی و در اطراف ضایعه بیش‌تر است. در تحقیقی که توسط بنیاد کریستوفر و دانا ریو انجام گرفت، ۷۹٪ از مردان دچار ضایعه نخاعی ناقص و ۲۸٪ از مردان دچار ضایعه نخاعی کامل، موفق شدند به اورگاسم برسند.
آمیزش جنسی دهانی نیز یک جایگزین مناسب برای هنگامی است که امکان یا میل برای دخول وجود نداشته باشد. می‌توان از دتسگاه‌های پانه برای قرارگیری فردر در پوزیشن مناسب بهره برد. به‌طور کلی از پانه در رابطه جنسی می‌توان فراوان بهره برد. از انواع اسباب‌بازی‌های جنسی نیز می‌توان به عنوان فناوری کمکی بهره برد. به عنوان مثال می‌توان از لرزاننده در مواقعی که دست‌های فرد قادر به حرکت نباشند، برای افزایش تحریک جنسی بهره برد. از دیگر ابزارها می‌توان به پمپ‌های ترحیک جنسی دستی برای تحریک آلت تناسلی مرد، اسباب منزل که مناسب‌سازی شده باشند و هر ابزار دیگری که آمیزش جنسی را برای معلولان آسان‌تر نماید، نام برد.
فائزه صدیقی که یک نویسنده است، بر اثر تصادف دچار آسیب‌دیدیگی هیپوتالاموس شد. او که پس از تصادف توانایی خود در رسیدن به اوج لذت جنسی را از دست داد، تجربه‌های خود در رابطه با یادگیری مسائل جنسی پس از حادثه را در مقاله‌ای به سال ۲۰۰۳ این گونه توضیح می‌دهد::

من می‌بایست همه تصورات نادرست خود در رابطه با بدن ناقصم را از ذهنم پاک می‌کردم … این سبب شد که پس از آن، نسبت به بدن بی‌حسم، کم‌تر احساس خجالت بکنم … ذهنم دیگر نمی‌تواند روی چیزهای گوناگون تمرکز بکند. بناراین مجبورم به کم‌ترین لمس‌شدن‌ها تمرکز کنم. آیا مطمئناً می‌شود گفت که این یک رابطه جنسی خوب است؟ نمی‌دانم که خوب سکس می‌کنم یا نه – دیگر نمی‌توانم خیلی در سکس مهیج باشم – اما کم‌کم دارم یادمی‌گیرم که این مسئله آن قدرها هم مهم نیست … بالاخره من می‌بایست بزرگ می‌شدم. بزرگ شدن و رشد کردن کاری است که همه ما می‌کنیم.

## خدمات جنسی و معلولیت
در فوریه ۲۰۱۳ در گزارشی اعلام شد که در کشور هلند دولت برنامه‌ای برای معلولین این کشور در نظر گفته که طی آن هر فرد معلول می‌تواند در سال ۱۲ بار با بوجه دولتی از خدمات جنسی بهره ببرد. در همین زمان و در کشور انگلستان، یک نامزد انتخاباتی به نام کریس فالتون که خود مبلتلا به فلج مغزی و تحلیل عضلانی بود، از دولت انگلیس درخواست که تا برای خدمات‌رسانی جنسی به معلولین بودجه‌ای تدارک ببیند. وی اظهار داشت:

نظر بر این است که گیزنه‌های بیش‌تری در اختیار معلولین قرار گیرد. بر اساس تحقیقیات که انجام داده‌ام و تجربیاتی که داشته‌ام، متوجه شدم که باورهای کلیشه‌ای بسیاری در ارتباط با نحوه برقرای رابطه توسط معلولین وجود دارد. گمان می‌کنم بهتر است مدلی که در هلند اجرا شد را اینجا نیز پیاده‌سازی کنیم تا این باورهای کلیشه‌ای نادرست در رابطه با ارتباطات جنسی اشخاص معلول را از بین ببریم. اما منظور من تنها همین نیست. من مایلم معلولین در روابط پذیرفته شوند … نیاز است تا این مسئله را به صورت سازمان‌یافته مدیریت کنیم.
بِکی آدامز صاحب پیشین یک روسپی‌خانه طی گفتگویی که با رسانه‌ها در اوائل سال ۲۰۱۳ انجام داد، از قصد خود به جهت ساخت یک روسپی‌خانه ناسودبر قانونی ویژه معلولین برای نخستین بار در انگلستان تا سال ۲۰۱۴ خبر داد. او که در سال ۲۰۰۹ به سبب سانحه‌ای دچار آسیب‌دیدگی شد، اظهار داشت که قصد دارد ۶۰٬۰۰۰ یورو برای این کار سرمایه‌گذاری نماید. وی با بیان این که گویی پس از سانحه چشمانش به یک‌باره باز شدند، افزود: «من هیچ‌گاه نمی‌دانستم که چنین اقلیت بزرگی تا چه حد در رنج هستند.» اگر وی بتواند مجوز بگیرد، می‌خواهد یک روسپی‌خانه دو اتاقه در نزدیک لندن باز کند که کارگران جنسی و دستیارانشان در آنجا به کار مشغول شوند.
خانم آدامز همچنین خدماتی را زیر عنوان پارادوکسیز (Para-Doxies service) به سال ۲۰۱۲ راه‌اندازی نمود که معلولین انگلستان را با کارگران جنسی مرتبط می‌کند. تا کنون وی این خدمات را به صورت داوطلبانه و ناسودبر ارائه نموده است. در آوریل ۲۰۱۳ آن‌ها بیش از ۵۰۰ درخواست در هفته از زنان و مردان مجرد و نیز زوج‌ها دریافت می‌کردند و در تلاش بودند تا به کارشان ادامه بدهند.
در سال ۲۰۱۲ کارگردان استرالیایی، کاترین اسکات مستندی زیر عنوان جاده اسکارلت, ساخت که به یکی دیگر از جنبه‌های معلولیت و کنش جنسی با بررسی زندگی یک کارگر جنسی که به مدت ۱۸ سال به صورت حرفه‌ای برای یک مشتری معلول، خدمات جنسی ارائه نموده، می‌پردازد. در سال ۲۰۱۲ فیلمی تخیلی به نام «فصل‌ها» (The Seasons) بر مبنی زندگی واقعی و تجربیات یک نویسنده به نام مارک اوبرایان ساخته شد که این موضوع را دست‌مایه خود قرار داده بود. این فیلم رابطه اوبرایان که در بچگی از بیماری فلج اطفال جان سالم به در برده بود و یک «بدل جنسی» که برایان برای نخستین بار سکس را با وی تجربه کرد را به نمایش می‌کشد. یک عضو گروه «دوستان فلج اطفال انگلیس» معتقد است نشانگان پس از فلج اطفال که نجات‌یافتگان فلج اطفال را پس از این بیماری تحت تأثیر قرار می‌دهد، مسئله‌ای کم‌تر شناخته شده‌است که می‌توان در فیلم به آن پی برد.
در پژوهشی که به سال ۲۰۰۵ و توسط مجله دیسَبیلیتی نَو (Disability Now) صورت پذیرفت، مشخص شد که ۱۹٪ زنان و ۶۳٪ مردان از خدمات جنسی کارگران جنسی بهره می‌برند. دکتر تاپی اونز، درمانگر جنسی و متخصص معلولین به سال ۲۰۱۳ بیان کرد که زنان معلول «معتقدند که کارگران جنسی مرد غرور ندارند».

## آزار جنسی و خشونت خانگی
معلولین نیز همچون دیگر اشخاص جامعه نسبت به مشکلات احاطه‌کننده روابط جنسی آسیب‌پذیرند. از جمله این مشکلات می‌توان به آزار، تجاوز و خشونت خانگی اشاره نمود. معلولین در مقایسه با دیگر اشخاص، به سبب نقص جسمی یا ذهنی، نسبت به آزار جنسی آسیب‌پذیرترند. مجله پزشکی پیش‌گیری (American Journal of Preventive Medicine)، نتایج پژوهش‌هایی را منتشر کرد که نشان می‌دهد احتمال مورد آزار جنسی قرار گرفتن مردان معلول ۴ برابر زنان معلول است. دیگر مطالعات نشان داده‌اند که زنان معلول «صرف نظر از سن، نژاد، قومیت، جهت‌گیری جنسی یا طبقه اجتماعی، ۲ برابر بیش‌تر از زنان سالم مورد آزار جنسی، تجاوز و سوء ساتفاده جنسی قرار گرفته‌اند… خطر آزار جسمی برای یک بزرگ‌سال با معلولیت رشدی به میزان ۴ تا ۱۰ برابر ۴–۱۰ دیگر بزرگ‌سالان است».